# Ivan Ledesma
Iván Ledesma García (Barcelona, 5 de gener de 1977) és un escriptor i guionista català. Ha escrit llibres infantils, com les sagues Diario de Dan o DragonXs o novel·les gràfiques per a adults, com La Vampira de Barcelona. Negorith va ser la seva primera incursió en la novel·la, amb la qual el 2017 va guanyar el Premi Joaquim Ruyra de novel·la juvenil atorgat per Òmnium Cultural. Posteriorment ha tret d'altres llibres com 184. També va ser el guionista de la pel·lícula Xtremo la a la plataforma Netflix. També és el cantant a diferents grups de música, des de 1996; grups com Radio Raheem, Nan Roig, Romanes, Vader Retro o Moaltros.

## Obra literària
[editar]
- Perturbada Realidad Nostromo Ediciones 2011
- Diario de Dan 2 (No dan ni una) Destino 2013
- Diario de Dan 3 (Estos campamentos dan miedo) Destino 2015
- Negorith (Edición en catalán) Ganadora del premio Joaquim Ruyra La Galera 2018
- 184 Dolmen 2018
- La Vampira de Barcelona Norma Cómics 2018
- Dragonxs 1 (La estación de metro fantasma) Destino 2021
- Dragonxs 2 (El mapa en el tiempo) Destino 2021
- Dragonxs 3 (Misterio en el museo de cera) Destino 2021
- Dragonxs 4 (Un verano juntos) Destino 2021
- Negorith (Edición en castellano) El Transbordador 2021
- 3 días en la calle del Ciprés Calanish Editorial 2022
- El rito circular Dolmen Editorial 2022
- Compte! Conté contes! Mai Més 2022
- Negorith 2: Sueños y pesadillas El Transbordador 2023
- Alèxia King i el món sota el llit Obrador Editorial 2023
- Ante dioses indiferentes (Dolmen Editorial) 2024
- A ambos lados del espejo (Obscura Editorial) CAST // A l'altre costat (Spècula) CAT 2024
- Fam! Chronos Editorial 2024 // Gatzara compartido con "L'únic amic del foc" de Edgar Cotes

## Antologies en las que ha participat
[editar]
- Barcelona 2059 Relat: "El segon lloc" Mai Mes Editorial 2021
- Barcelona Steampunk 1880-1910 Relat: "EL pabellón de las almas perdidas" Apache Libros 2022
- Arcana Sectarium Relat: "La divergencia" Apache Libros 2022
- Tàndems fantàstics Relat escrit amb en Quim Gómez: "Mur de foc" Spècula 2023
- Canallas: Relatos Fantásticos Relat: "Seis metros bajo tierra" Quanta Media 2023
- Excelsius 2023 Relat: "Por poco tiempo" Celsius 232 2023
- El fill petit perd el seu vaixell cap a les creuades i altres textos Relat: "Finit" Catcon 2023
- En Mofongo ho sap i altres contes Relat: "Xerrada amb Fran" Catcon 2024

## Filmografia
[editar]

### Guionista
[editar]
- Machetazo (Nostromo Films) 2010
- Xtremo (Netflix) 2021
- Awareness (Amazon Prime) 2023
- Estación Rocafort (Showrunner Films/Nostromo Pictures) 2024

### Director
[editar]
- Machetazo (Nostromo Films) 2010
- The frozen Throne (2014) Videoclip
- Trollface (2015) Videoclip

### Assessor de Guion
[editar]
- Operación Camarón

## Discografia
[editar]

### Radio Raheem
[editar]
- Guaguancó Barna Party (1997) Lupara Records
- La casa del Putxineli (1999) Bip Bip Records
- Patxoka (2004) Producciones Obsesivas

### Nan Roig
[editar]
- Pandemonium A.D. (2006) Contra Records
- Via fora (2008) Picap Records

### Romanes
[editar]
- El pájaro es la clave (2011)
- Mania Ramone (2012)
- Más guillotina (2013) Kasba Music
- 95% Punk (2018)

### Gigante de hierro
[editar]
- Inmaterium (2016) Kasba Music

### Vader Retro
[editar]
- Todo Incluido (2019) Autoedición